# Anabel Hernández García
Anabel Hernández García (Ciudad de México, 19 de agosto de 1971) es una periodista de investigación y escritora mexicana, especializada en los temas de narcotráfico y política.

## Biografía

### Educación y primeras investigaciones
Es egresada de la Universidad del Valle de México (UVM) en Ciencias de la comunicación. Comenzó su carrera como periodista en el periódico mexicano Reforma en 1993.

#### Asesinato de su padre
El 5 de diciembre de 2000, recibió una llamada de su madre informándole que su padre no había regresado a casa la noche anterior. Junto a otros miembros de su familia comenzaron la búsqueda, primero llamando a los hospitales locales en busca de información. Esa tarde, la familia contactó a una estación de radio para informar sobre la desaparición del automóvil de su padre. Una persona anónima afirmó haberlo localizado, por lo que su hermano mayor se dirigió al lugar donde se encontraba el automóvil. El cuerpo de su padre finalmente fue encontrado en una carretera en Tultitlán.

### ToallaGate
Comenzó a trabajar en el periódico mexicano Milenio y en 2001 destapó el caso conocido como "Toallagate", en el que reveló los astronómicos gastos realizados con fondos públicos para redecorar la residencia del presidente Vicente Fox. Su denuncia de este caso le valió el Premio Nacional de Periodismo en el mismo año.
En su investigación, expuso cómo la oficina presidencial había gastado alrededor de 440,000 dólares estadounidenses en la remodelación de dos habitaciones de la residencia presidencial. Esta revelación generó una gran controversia, ya que el presidente Vicente Fox había prometido durante su campaña electoral un gobierno de austeridad.

### Investigación sobre la explotación sexual en San Diego
El trabajo de Hernández la llevó a exponer redes de trata de personas y la explotación sexual de jóvenes y niñas mexicanas en zonas rurales de San Diego, California. En reconocimiento a su labor, Unicef le otorgó un reconocimiento en 2003. A medida que su trabajo la hizo más conocida, las personas comenzaron a ponerse en contacto con ella para proporcionarle información y posibles noticias. Así, comenzó a investigar sobre los carteles de la droga.

## Revelaciones del tráfico de drogas

#### Sexenio de Vicente Fox
En su libro de investigación "El Traidor" (2019), sostiene que existen alegaciones sobre posibles pagos realizados por Joaquín Guzmán Loera, conocido como "El Chapo", al gobierno de Vicente Fox, a través del entonces titular de la Agencia Federal de Investigación, Genaro García Luna, por una suma que superaría los tres millones de dólares.

#### Sexenio de Felipe Calderón
En 2008, Anabel Hernández publicó "Los Cómplices del Presidente", un libro en el que denunciaba la corrupción durante el mandato del entonces presidente de México.  Desde 2010, ha sostenido que durante las últimas dos décadas, algunas autoridades mexicanas habrían tenido conexiones y colaboraciones con el Cártel de Sinaloa con el propósito de eliminar a otros cárteles de menor importancia en México. Su trabajo periodístico también ha mencionado la corrupción y vínculos con el crimen organizado del exsecretario de Seguridad Pública, Genaro García Luna, así como la revelación de la participación de Luis Cárdenas Palomino en un homicidio en la Ciudad de México. Actualmente, tanto Genaro García Luna como Luis Cárdenas Palomino se encuentran bajo arresto debido a diversos cargos.
Después de la publicación de su libro, ha enfrentado numerosas amenazas de muerte, lo que la ha llevado a vivir fuera de su país desde entonces. El 3 de mayo de 2011, hizo una denuncia en televisión nacional en la que afirmó que el entonces Secretario de Seguridad Pública, Genaro García Luna, habría contratado a policías federales con la presunta intención de asesinarla, ofreciéndoles mejores puestos. Las palabras exactas de la periodista durante su transmisión por el Canal del Congreso fueron las siguientes:

"Yo quiero denunciar desde esta tribuna que el Secretario de Seguridad Pública Federal, Genaro García Luna y su equipo siguen con la orden dada de matarme".

En 2012, recibió la Pluma de Oro de la Libertad de la Asociación Mundial de Periódicos y Medios de Comunicación durante el Congreso Mundial de la Prensa en una celebración que se efectuó en Kiev.

#### Sexenio de Enrique Peña Nieto
Ha señalado presuntos apoyos del gobierno federal a Los Viagras, un grupo delictivo vinculado al Cártel de Sinaloa, con el objetivo de expulsar al Cártel de Jalisco Nueva Generación del estado de Michoacán. Además, ha mencionado vínculos del expresidente Enrique Peña Nieto en reuniones con narcotraficantes cuando aún era Gobernador del Estado de México.
En el año 2016, realizó una investigación sobre la Desaparición forzada de Iguala de 2014, la cual contradecía la versión oficial conocida como verdad histórica. Denunció que la causa de la desaparición de los estudiantes fue el secuestro de un camión cargado de heroína (sin que los estudiantes supieran del cargamento), que se dirigía a Chicago, y otras irregularidades en la investigación. En 2022, se confirmaron diversas manipulaciones por parte de la antigua Procuraduría General de la República (PGR) en relación con el caso. A día de hoy el caso sigue abierto.
En 2017, recibió la insignia de Caballero de la Legión de honor de manos del Embajador de Francia en México. Esta condecoración distingue toda su carrera periodística y su acción en defensa de los periodistas y los derechos humanos en México.

#### Sexenio de Andrés Manuel López Obrador
Ha sido crítica con el presidente Andrés Manuel López Obrador, señalándolo por temas como corrupción, presunto contubernio con el crimen organizado, la militarización del país y cuestionando sus decisiones durante la Batalla de Culiacán. También ha expresado su preocupación por el hecho de que el gobierno mantenga en cargos a personas relacionadas con el caso Ayotzinapa, como Omar García Harfuch, quien se desempeñó como jefe de la policía de la Ciudad de México. En 2020, recibió el Premio Nacional de Periodismo por su investigación en su libro "El Traidor: El diario secreto del hijo del Mayo", en el cual describe la estructura, funcionamiento y negocios del Cártel de Sinaloa a través de los testimonios del capo Vicente Zambada Niebla. En este mismo libro, señala vínculos entre el Gobierno federal de los Estados Unidos y el Cártel de Sinaloa. Escribió el prólogo de El rey del cash (2022), libro donde se señala una supuesta red de corrupción de López Obrador.

### Actualidad
Colabora regularmente con el periódico Reforma, con la revista Proceso, con el portal de noticias La Octava, el portal Aristegui Noticias y con el medio alemán Deutsche Welle.

### Controversias
La periodista ha sido señalada en numerosas ocasiones por la validéz de los contenidos de sus libros o hacer declaraciones sin ninguna prueba o fundamento efectivo, poniendose en tela de juicio la autenticidad de sus argumentos y afirmaciones así como su credibilidad como periodista. Durante el sexenio del presidente Andrés Manuel López Obrador, éste le solicito repetidas veces que presentara pruebas sobre la acusación que ella hizo sobre las presuntas relaciones del presidente con el crimen organizado, pero la periodista nunca le respondió ni ninguna prueba fue presentado durante todos esos años.
Las acusaciones que suele realizar en sus libros han sido criticadas por parte de diversos sectores de la ciudadanía asi como de políticos y periodistas, como Julio Hernández López por basarlas en supuestos "testimonios anónimos de personas cercanas" generando una discusión acerca del valor de sus pruebas y la superficialidad en sus investigaciones.

## Libros
- 2005 La familia presidencial
- 2006 Fin de fiesta en Los Pinos
- 2008 Los cómplices del presidente
- 2010 Los señores del narco
- 2012 México en llamas. El legado de Calderón
- 2016 La verdadera noche de Iguala. La historia que el gobierno trató de ocultar
- 2016 La ira de México: Siete voces contra la impunidad
- 2019 El traidor. El diario secreto del hijo del Mayo
- 2021 Emma y las otras señoras del narco
- 2023 Las señoras del narco: Amar en el infierno
- 2024 La Historia Secreta: AMLO y el Cártel de Sinaloa

## Premios y distinciones
- 2001 y 2020 Premio Nacional de Periodismo.[3]
- 2003 Premio Unicef.
- 2012 Premio Pluma de Oro de la Libertad, otorgado por la Asociación Mundial de Periódicos y Editores de Noticias.[19]
- 2019 Premio Freedom of Speech Award otorgado por Deutsche Welle.[41]
- 2018 Premio Reporteros del Mundo (en recuerdo de Julio Fuentes, asesinado en Afganistán, y de Julio A. Parrado, víctima de la Guerra de Irak), dentro de los XVII Premios Internacionales de Periodismo de El Mundo.[42]

- 2017 Condecoración con grado de Caballero en la Orden de la Legión de Honor, otorgado por la República de Francia.[43]